# Thomas Buchanan Read

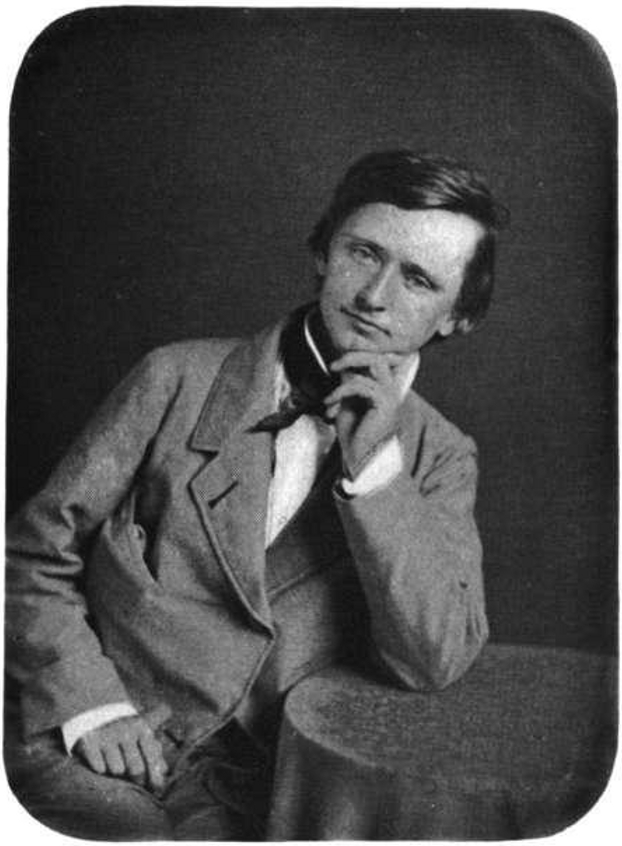
Thomas Buchanan Read

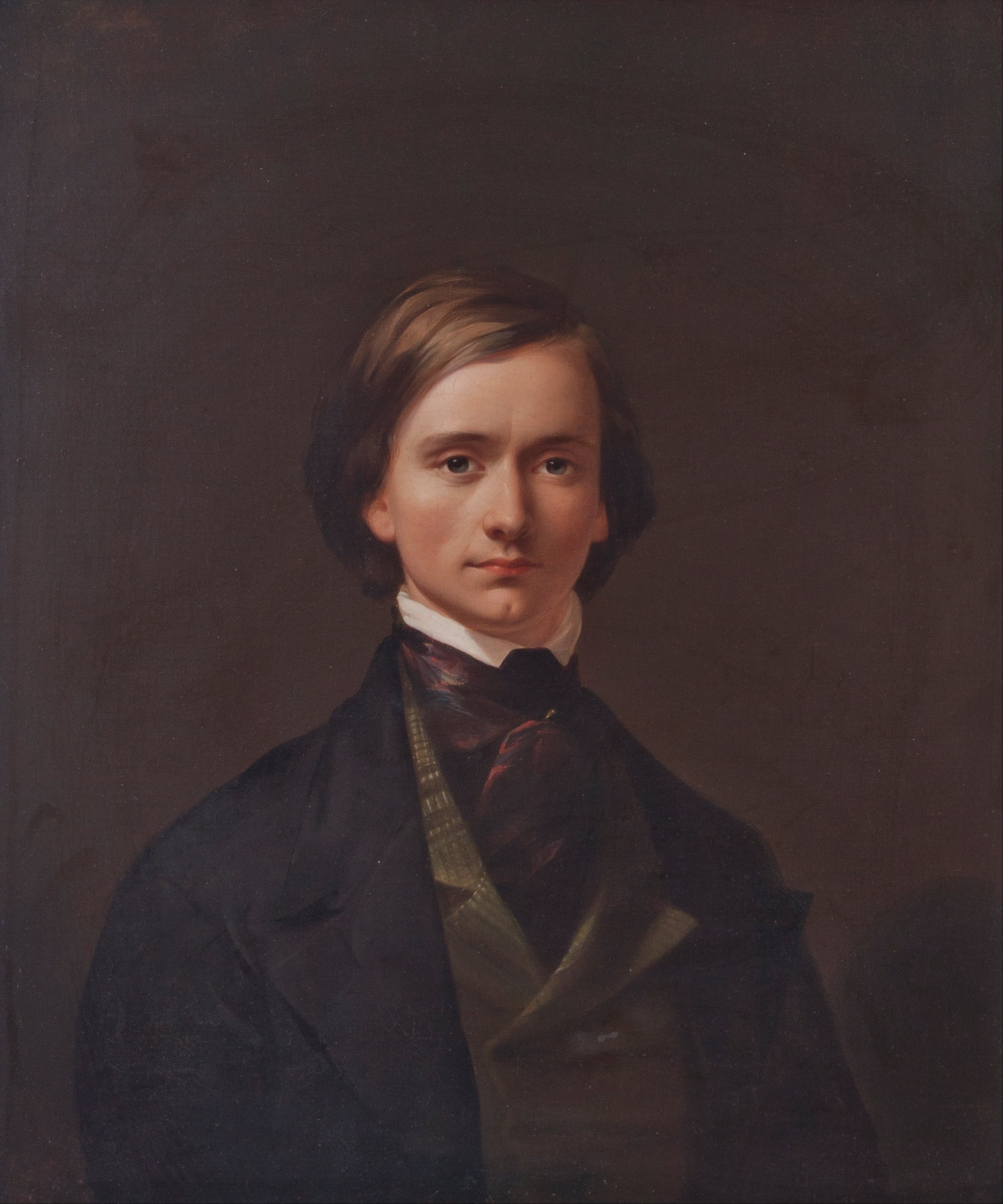
Thomas Buchanan Reed, Autoportret

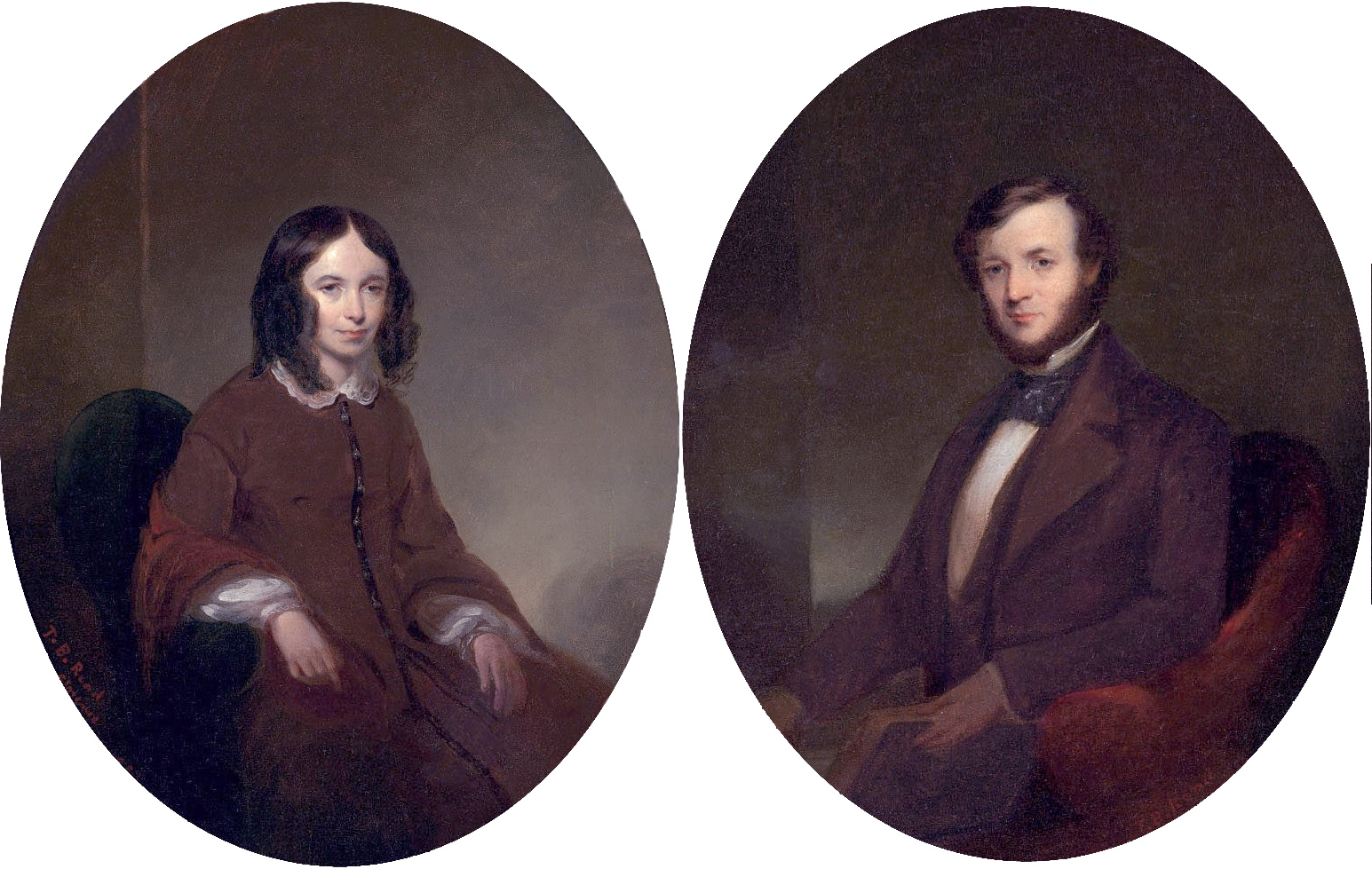
Thomas Buchanan Read, Portrety Elizabeth Barrett Browning i Roberta Browninga

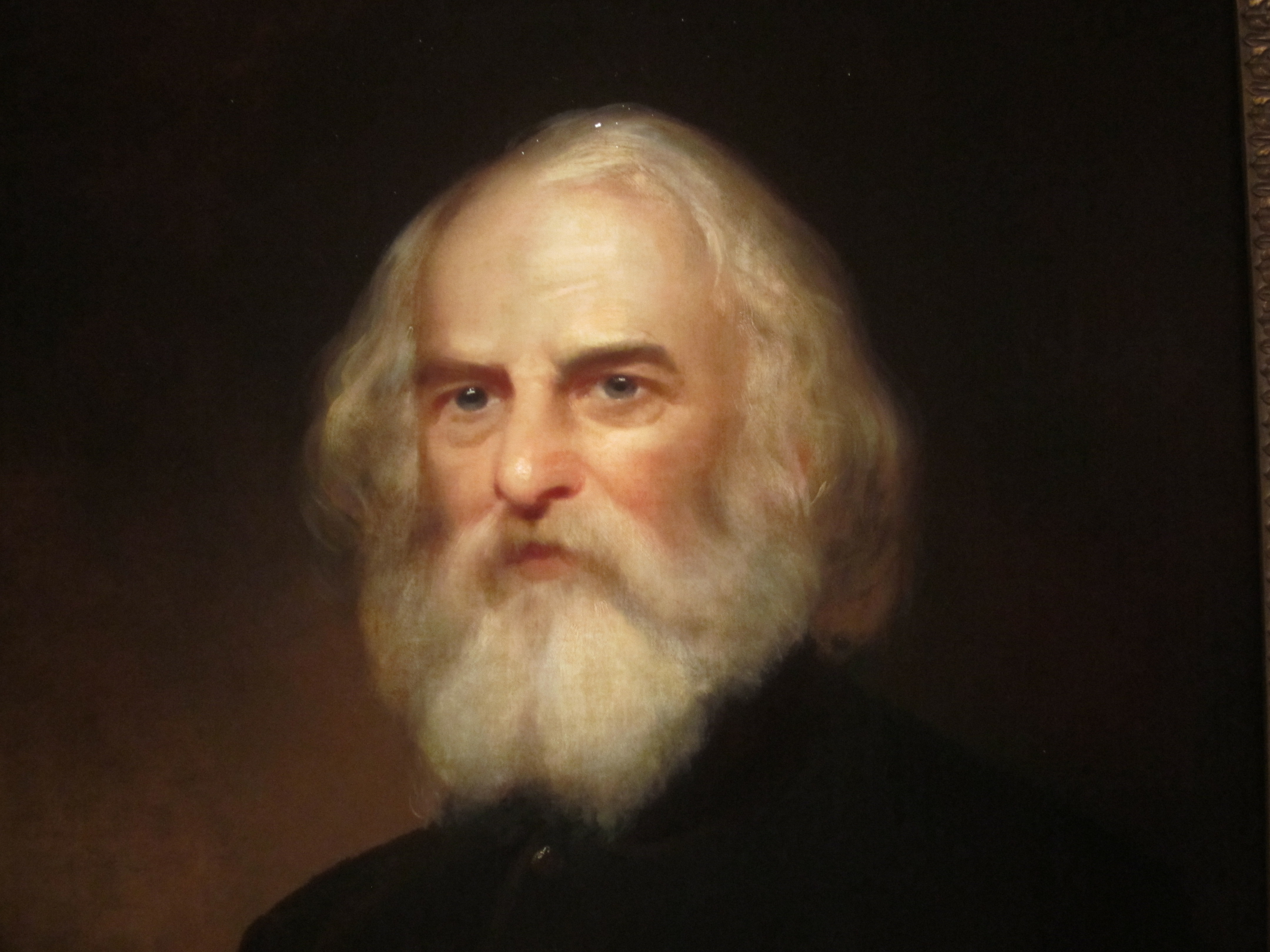
Thomas Buchanan Read, Portret Henry’ego Wadswortha Longfellowa

Thomas Buchanan Read (ur. 1822, zm. 1872) – amerykański artysta malarz, znany jako portrecista, rzeźbiarz i poeta.

## Życiorys
Urodził się 12 marca 1822 w miejscowości Corner Ketch, położonej w Chester County w stanie Pensylwania. Z powodu ubóstwa rodziny otrzymał tylko elementarne wykształcenie. Wrodzony talent plastyczny rozwijał, terminując u rzeźbiarza. Kiedy przeprowadził się do siostry mieszkającej w Cincinnati, uśmiechnęło się do niego szczęście. Usłyszał o nim milioner Nicholas Longworth, który zechciał być jego mecenasem. W wieku 18 lat początkujący malarz przedstawił portret kandydata na prezydenta z ramienia Whigów. W 1843 ożenił się. Miał trójkę dzieci. Niestety żona i dwoje dzieci zmarło w czasie epidemii. W 1861, w czasie wojny secesyjnej zaciągnął się do armii. Po wojnie w 1867 ożenił się ponownie. Przez pewien czas był związany z brytyjskim Bractwem Prerafaelitów. Zmarł 11 marca 1872. Bezpośrednią przyczyną zgonu było zapalenie płuc, które rozwinęło się wskutek obrażeń po wypadku.

## Twórczość
Namalował portrety między innymi Abrahama Lincolna, Henry’ego Wadswortha Longfellowa, Alfreda Tennysona, Elizabeth Barrett Browning, Roberta Browninga i Williama Henry’ego Harrisona. 
Równocześnie do swojej twórczości plastycznej jako poeta rozwijał karierę literacką. Wydał między innymi poemat The House by the Sea: a Poem (1855). Oprócz tego opublikował Good Samaritans. A Poem (1867). Do jego najbardziej znanych wierszy należy utwór Sheridan's Ride. Inne utwory to The Brave at Home, The Closing Scene i Drifting.
On a little, seaward-sloping lawn,
The first bright half-hour after dawn–
With golden hair and cheeks as red
As the hue in the brightening orient spread,
The child and the light of the fiSherman’s home,
Bearing a pail that dript its foam
Like snowflakes on the wayside grass,
Went singing as if her soul would pass
Into the air, and o'ertake that bird
Which sang in the sky less seen than heard.
(House by the Sea : a Poem)